# الدساگو
الدساگو (به لاتین: Aldesago) یک روستا در سوئیس است که در Brè-Aldesago واقع شده‌است.